# 青之洞門
33°30′0.5″N 131°10′18.5″E / 33.500139°N 131.171806°E

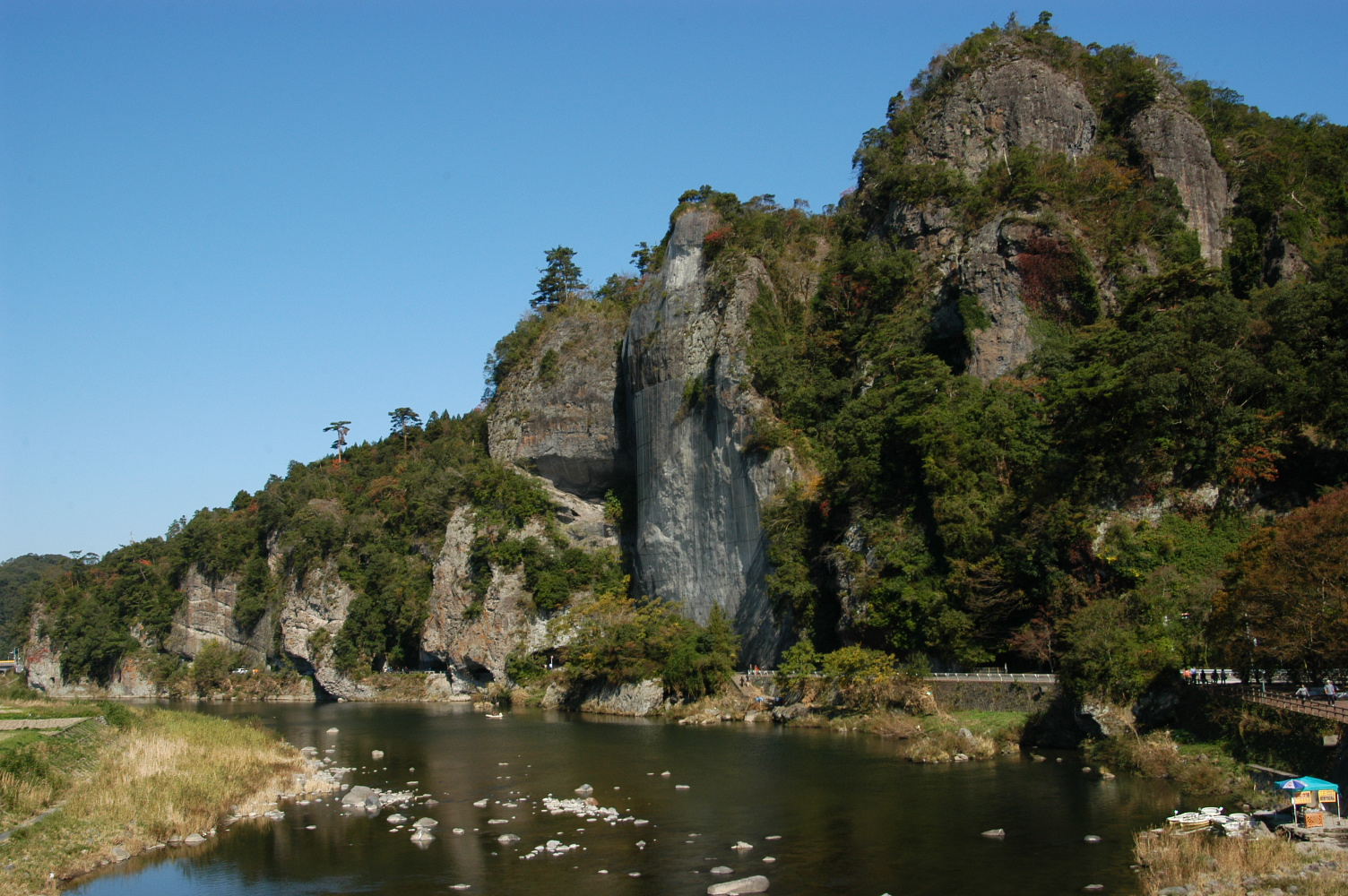
競秀峰及青之洞門

青之洞門是位於日本大分縣中津市本耶馬溪町樋田地區的一個隧道。為名勝耶馬溪的一處景點，位於競秀峰下，全長約342公尺，隧道部份約144公尺，同時由於隧道最早於1750年即開始使用，也被大分縣指定為史跡。
由於隧道內部分區域寬度不足，需使用交通號誌做單向通行管制。

## 歴史
隧道最早期的部分於1750年完成，1730年時，和尚禪海在來到豐後國羅漢寺參拜時，發現沿著山國川的參拜路縣都是斷崖，交通非常危險，在取得中津藩許可及資助後，1735年開始雇用石工開鑿隧道，前後花費三十多年，直到1764年全部完工。當時完工的隧道高度2丈、寬度3丈、長度308步。最初通過需收取人4文、牛馬8文的通行費，成為日本最古老的收費道路。
1906年至1907年其間，由於日本陸軍在週邊地區設置了日出生台演習場，為了讓車輛通通過而拓寬了隧道，使得隧道失去了原本的樣貌。。
在江戶時代到大正時代之間，隧道的名稱有「樋田的隧道」和「青之洞門」兩種，1923年日本的小學課本中提到了「青之洞門」，最後在1942年大分縣決定以「青之洞門」的名稱將此隧道列為縣定史跡，此後青之洞門成為此隧道的正式名稱。

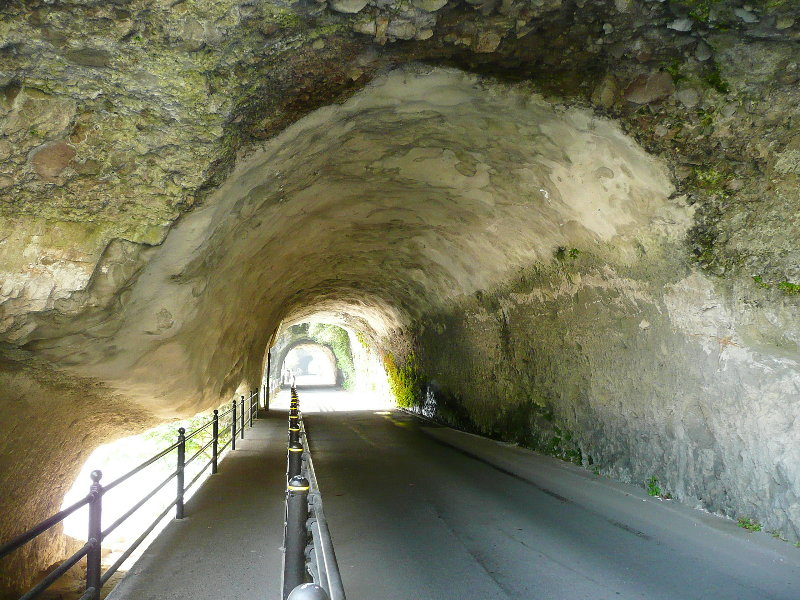
青之洞門・車輛通行區域
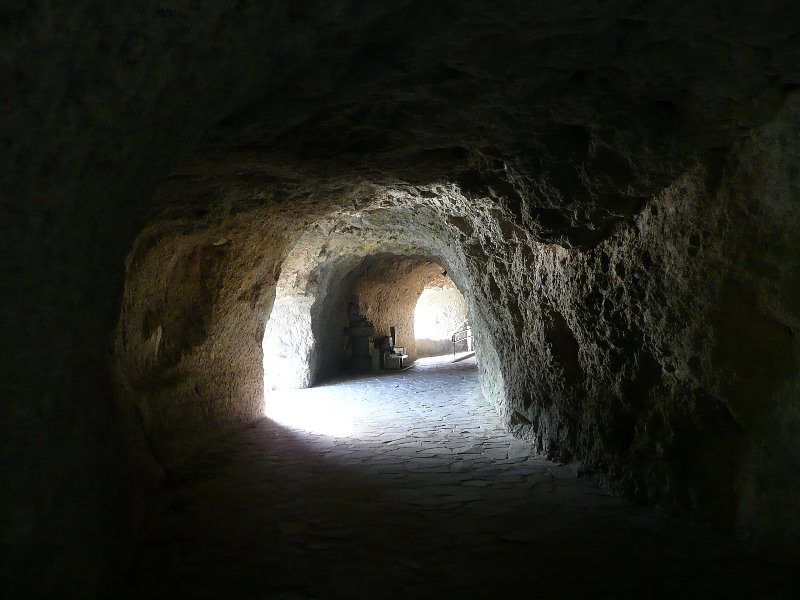
人工開挖出的隧道區域，現可供行人通行
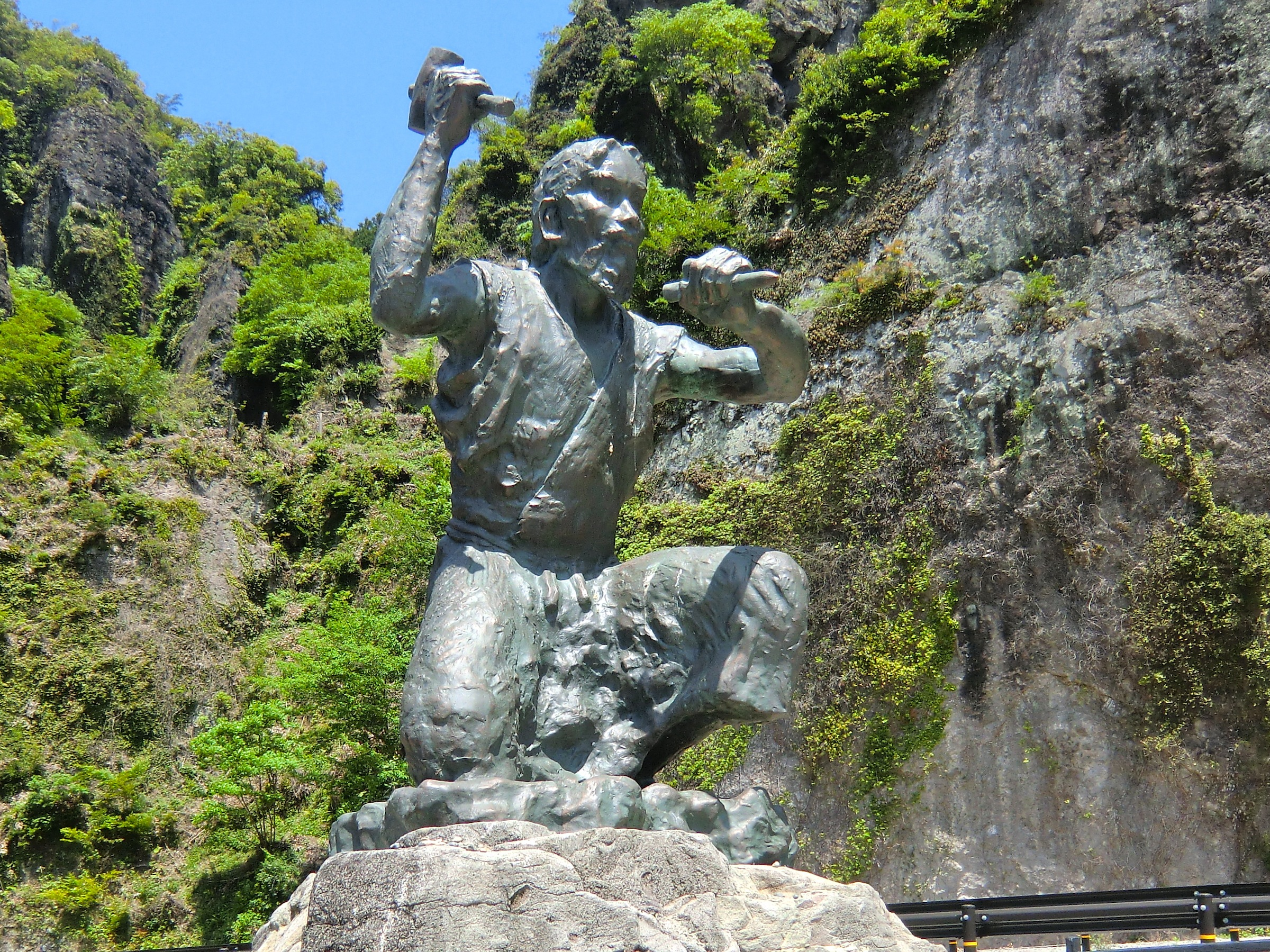
河川公園內的禪海之像